# Husytyzm w Polsce

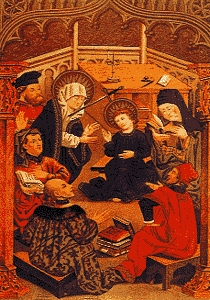
Dyskusja husyckich teologów w obecności króla Władysława Jagiełły

Husytyzm w Polsce – ruch husycki nie ograniczał się do obszaru Czech, przeniknął również do Niemiec, Polski i na Węgry. 
W Polsce doktryna Jana Husa (szczególnie hasła przeciwko władzy politycznej papieża i duchowieństwa oraz ustrojowi feudalnemu) znalazły posłuch wśród biedoty miejskiej na Śląsku, chłopów i części feudałów w tym Spytka III z Melsztyna, Mikołaja Lanckorońskiego z Brzezia, Henryka Andreasa Kamienieckiego, Dobiesława Puchały i innych. Król Władysław II Jagiełło udzielił poparcia politycznego i wojskowego umiarkowanym husytom, jednak pod wpływem władz kościoła katolickiego potępił w 1424 husytyzm edyktem wieluńskim.
Działania władz kościelnych w tym biskupa Zbigniewa Oleśnickiego udaremniły też podjęte przez husytów próby ofiarowania korony czeskiej Władysławowi Jagielle lub Witoldowi. W 1433 Jagiełło skorzystał jednak z pomocy wojsk husyckich (rejzy husyckie) w wojnie z zakonem krzyżackim. Problem husycki wywołał wtórnie biskup Zbigniew Oleśnicki, nazywając husytami swych przeciwników politycznych: Abrahama ze Zbąszynia i Spytka III z Melsztyna. Sporadyczne procesy kościelne o „husytyzm” w czasach inkwizycji dotyczyły najczęściej osób niewiele mających wspólnego z doktryną husycką, a będących w konflikcie z lokalnym duchowieństwem.  
Ciosem dla sympatyków ruchu husyckiego w Polsce była bitwa pod Grotnikami, stoczona 6 maja 1439 między zwolennikami konfederacji Spytka z Melsztyna a siłami konfederacji biskupa Oleśnickiego. Porażka doprowadziła do całkowitego załamania wpływów ruchu husyckiego w Polsce oraz dalszego wzmocnienia władzy oligarchii, której przewodził biskup Oleśnicki. Husytyzm w Polsce przetrwał do końca XV wieku.